# Список серий телесериала «Курт Сеит и Александра»
Список серий турецкого историко-драматического телесериала «Курт Сеит и Александра», снятая по одноимённому роману Нермин Безмен. Премьера состоялась 4 марта 2014; финальный показ состоялся 20 ноября 2014 года.

## Список серий

### Сезон 1
| № | #  | Название   | Режиссёр     | Сценарист  | Зрители Турции (в миллионах) | Оригинальная дата показа |
| --- | -- | ---------- | ------------ | ---------- | ---------------------------- | ------------------------ |
| 1 | 1  | «Серия 1»  | Хиляль Сарал | Эдже Ёренч | 6,84                         | 4 марта 2014             |
| 2 | 2  | «Серия 2»  | Хиляль Сарал | Эдже Ёренч | 5,15                         | 11 марта 2014            |
| 3 | 3  | «Серия 3»  | Хиляль Сарал | Эдже Ёренч | 3,88                         | 25 марта 2014            |
| Убитая горем Шура после смерти отца и Сеита решает покончить с собой. В это время Джелиль находит Курта Сеита в одном из госпиталей Галиции. Пётр неотступно находится рядом с Шурой. Он намерен забрать её с собой в Петроград, но против выступает тётка Шуры. На Курта, как и на других офицеров царской армии, объявлена охота. В Кисловодске начинаются погромы, от которых Шура с семьёй вынуждена скрываться в гостинице. Пётр возвращается в Петроград и обнаруживает Курта Сеита живым и невредимым. Чтобы расквитаться с предателем Михаилом, Курт и Джелиль договариваются с ним о встрече, но, как и Михаил, попадают в ловушку Петра. Прежде, чем отправиться на родину, Сеит решает навестить Шуру, но находит её дом в Кисловодске разорённым. Вместе с Татьяной и Джелилем Сеит останавливается в привокзальной гостинице, где его находит Шура. Перед расставанием на вокзале Курт Сеит просит руки Александры у её матери. Шура, не желая расставаться с любимым, прыгает с поезда. |    |            |              |            |                              |                          |
| 4 | 4  | «Серия 4»  | Хиляль Сарал | Эдже Ёренч | 4,06                         | 1 апреля 2014            |
| Пётр пытается спасти своих родителей. Курт Сеит вместе с Джелилем, Шурой и Татьяной уезжают в Алушту. В Алуште работники Эминовых замышляют убийство Мирзы Мехмета. Андрей Боринский, осуждающий сына за участие в деле революции, рвёт с Петром все связи. В то время, как Махмуд Эминов уговаривает Мирзу уехать в Турцию, Осман срывает покушение на отца. По пути в Крым Курт Сеит со своими попутчиками вынужден покинуть поезд и скрыться в деревне. Тати признаётся Шуре, что ждёт ребёнка от Джелиля. Хавва уговаривает мужа покинуть Крым, как только вернётся Сеит. Михаил, освобождённый из рук революционеров, намерен доказать, что не предавал друзей и царя. В Алуште Курт Сеит с друзьями останавливается в загородном доме, прежде чем вернуться к родителям. Валентина и Константин венчаются. Тати становится плохо и Джелиль узнаёт о ребёнке. В загородный дом приезжает Пётр. Курт Сеит рассказывает отцу об Александре, но Мирза Мехмет запрещает приводить её в дом. Курт идёт против воли отца и говорит, что Шура всё равно станет его женой. Мирза запрещает родным видеться с Сеитом и Шурой. |    |            |              |            |                              |                          |
| 5 | 5  | «Серия 5»  | Хиляль Сарал | Эдже Ёренч | 3,66                         | 8 апреля 2014            |
| Махмуд говорит жене, что теперь не сможет оставить отца, но Хавва не собирается отступать. Шура пребывает в шоке от случившегося с Татьяной. Баронесса Полянская пытается бежать из Одессы в Англию, но сделать это она может только став шпионкой в Стамбуле. Сеит сталкивается с враждой со стороны старого друга Юсефа. Мирза Мехмед узнаёт об увеличении числа бунтовщиков и решает взять работу в свои руки. Тати приходит в себя. Курт возвращается к Шуре. Бинназ собирается увезти Гюзиде в Стамбул и выдать там за своего брата Яхью. Махмуд, возмущённый отношением отца к Сеиту, решает уехать в Турцию. Пётр заманивает Курта Сеита и Джелиля в западню. Осман, в тайне от отца, едет навестить брата, однако застаёт дома только Шуру. Он передаёт письма Александре, когда их застаёт Мирза Мехмед. Сеит собирается уехать с Александрой в Стамбул. Мехмед даёт понять Шуре, что она лишь гостья Сеита. Пётр стреляет в Курта Сеита. |    |            |              |            |                              |                          |
| 6 | 6  | «Серия 6»  | Хиляль Сарал | Эдже Ёренч | 3,58                         | 15 апреля 2014           |
| Сеит с Джелилем уничтожают нападавших. После возвращения домой, Сеит находит изменившуюся Александру, которая упрашивает его поскорее уехать в Турцию. Из письма матери Курт Сеит узнаёт о покушении на отца. Он едет в усадьбу и, вопреки ожиданием Захиде, сообщает об отъезде из Крыми. Гюзиде узнаёт о готовящемся браке с Яхьёй. Расстроенная предательством сестры, Гюзиде бежит из дома. Пётр признаётся Александре, что приехал ради неё и готов увезти её к матери. Гюзиде вынуждена обратиться за помощью в летний дом Эминовых, где она сталкивается с Джелилем и его невестой. Ночью Махмуд сообщает брату, что за ним идут бунтовщики. Юсеф рассказывает Сеиту, что среди бунтовщиков его друг Михаил, но раскрыть Петра не успевает. Сеит отправляет Шуру и Тати с Хаввой на мельницу, а сам отправляется с братом и Джелилем в поместье отца. В поместье Мирза Мехмуд с Османом и прислугой отбивается от бунтовщиков. Тати становится хуже и её решают отвезти к врачу. Гюзиде покидает дом Мемедовых вместе с Бинназ. Один из бунтовщиков попадает в дом и стреляет в Махмута, но того своим телом закрывает мать. Мирза спешит к жене, но тоже погибает. Похоронив родителей, Махмут решает остаться в Крыму. Осман слышит разговор Петра с раненым Михаилом и собирается убить его, но выдаёт себя и сам оказывается ранен. Пётр добивает Османа на берегу, где их находит Сеит. Пётр вновь подставляет Михаила и Сеит убивает его. Джелиль узнаёт о смерти Татьяны. |    |            |              |            |                              |                          |
| 7 | 7  | «Серия 7»  | Хиляль Сарал | Эдже Ёренч | 3,4                          | 29 апреля 2014           |
| 8 | 8  | «Серия 8»  | Хиляль Сарал | Эдже Ёренч | 3,6                          | 6 мая 2014               |
| 9 | 9  | «Серия 9»  | Хиляль Сарал | Эдже Ёренч | 3,36                         | 13 мая 2014              |
| 10 | 10 | «Серия 10» | Хиляль Сарал | Эдже Ёренч | 3,2                          | 20 мая 2014              |
| 11 | 11 | «Серия 11» | Хиляль Сарал | Эдже Ёренч | 3,16                         | 27 мая 2014              |
| 12 | 12 | «Серия 12» | Хиляль Сарал | Эдже Ёренч | 3,21                         | 3 июня 2014              |
| 13 | 13 | «Серия 13» | Хиляль Сарал | Эдже Ёренч | 3,1                          | 10 июня 2014             |

### Сезон 2
| №  | # | Название   | Режиссёр     | Сценарист                                   | Зрители Турции (в миллионах) | Оригинальная дата показа |
| -- | - | ---------- | ------------ | ------------------------------------------- | ---------------------------- | ------------------------ |
| 14 | 1 | «Серия 14» | Хиляль Сарал | Эдже Ёренч, Мурат Уюркулак и Айлин Алыверен | 2                            | 23 сентября 2014         |
| 15 | 2 | «Серия 15» | Хиляль Сарал | Эдже Ёренч, Мурат Уюркулак и Айлин Алыверен | 1,87                         | 30 сентября 2014         |
| 16 | 3 | «Серия 16» | Хиляль Сарал | Эдже Ёренч, Мурат Уюркулак и Айлин Алыверен | 1,52                         | 7 октября 2014           |
| 17 | 4 | «Серия 17» | Хиляль Сарал | Эдже Ёренч, Мурат Уюркулак и Айлин Алыверен | 1,71                         | 16 октября 2014          |
| 18 | 5 | «Серия 18» | Хиляль Сарал | Эдже Ёренч, Мурат Уюркулак и Айлин Алыверен | 2,49                         | 30 октября 2014          |
| 19 | 6 | «Серия 19» | Хиляль Сарал | Эдже Ёренч, Мурат Уюркулак и Айлин Алыверен | 1,95                         | 6 ноября 2014            |
| 20 | 7 | «Серия 20» | Хиляль Сарал | Эдже Ёренч, Мурат Уюркулак и Айлин Алыверен | 1,93                         | 13 ноября 2014           |
| 21 | 8 | «Серия 21» | Хиляль Сарал | Эдже Ёренч, Мурат Уюркулак и Айлин Алыверен | 2,13                         | 20 ноября 2014           |